# Сапіга Павло Іванович
Павло Сапіга (біл. Павел Сапега, пол. Paweł Sapieha; бл. 1490 — 1579) — державний і військовий діяч, дипломат Великого князівства Литовського і Речі Посполитій.

## Життєпис
Представник білорусько-литовського роду Сапіг гербу Лис, з Коденської гілки. Син Івана Сапіги, підляського воєводи, та його першої дружини. народився близько 1490 року. У 1502—1504 роках навчався в Краківській академії. Потім одружився з представницею князівського роду Гольшанських.
1517 року став брацлавським державцем (старостою). Невдовзі після цього призначений господарським маршалком. 1519 року після поділу родинних володінь із братами і сестрами отримав Коденську волость. 1530 року став фундатором православної церкви Святого Духа в Кодені.
Брав участь у війні 1534—1537 років з Великим князівством Московським. 1549 року очолював королівських комісарів, що вели перемовини з представниками великого князя московського з приводу продовження перемир'я. 1556 року призначений підляським воєводою. 1557 року після смерті брата Фридерика успадкував Ботьки, Дубно і Кнориди. 1558 року отримав посаду новогрудського воєводи. Був учасником 8 послідовних сеймів Великого князівства литовського у 1559—1568 роках.
Був учасником Лівонської війни, насамперед відзначився у військовій кампанії 1561 року. Був противником Люблінської унії між Польщею та Литвою. Втім зрештою поставив свої підпис і печатку під остаточним текстом цієї унії.
У 1570-х роках навернувся до кальвінізму. 1573 році на елекційному сеймі підтримав кандидатуру Генріха Анжуйського. 
Помер 1579 року.

## Родина
1. Дружина — Олена, донька Юрія Гольшанського, князя дубровицького. Діти:
- Олександр
- Микола (д/н—1599), воєвода мінський, берестейський і вітебський
- Богдан (д/н—1593), каштелян берестейський і смоленський, воєвода мінський
- Богдана (д/н—1550), дружина князя Івана Соломирецького, старости пінського
- Теодора, дружина: 1) Адама Чижа, дворянина господарського; 2) Остафія Воловича, великого канцлера литовського
- Марина, дружина Онікея Корсака, підкоморія полоцького

2. Дружина — Олександра, донька Олександра Ходкевича, воєводи новогрудського. Діти:
- Андрій (1539—1621), воєвода полоцький і смоленський
- Василиса, дружина Якуба П'ясецького, конюшого литовського
- Регіна, дружина Мацея Дембицького, воєводи венденсбкого
- Марина, дружина Миколи Ясинського, писаря великого литовського